# Cyanolanius
Genre
Cyanolanius est un genre d'oiseaux de la famille des Vangidae.

## Liste des espèces
Selon la classification de référence du Congrès ornithologique international (14.2, 2024) il comporte deux espèces :
- Cyanolanius comorensis (Shelley, 1894) – Artamie des Comores
- Cyanolanius madagascarinus (Linné, 1766) – Artamie azurée